# Zeraphine
Gli Zeraphine sono un  gruppo musicale tedesco formatosi nel 2000 a Berlino.

## Formazione
- Sven Friedrich - voce
- Norman Selbig - chitarra
- Manuel Senger - chitarra
- Michael Nepp - basso
- Marcellus Puhlemann - batteria

## Discografia

### Album in studio
- 2002 - Kalte Sonne
- 2003 - Traumaworld
- 2005 - Blind Camera
- 2006 - Still
- 2010 - Whiteout

### Raccolte
- 2007 - Years in Black

### Singoli
- 2001 - Die Wirklichkeit
- 2003 - Be My Rain
- 2004 - Die Macht In Dir
- 2004 - New Year's Day
- 2006 - Still
- 2006 - Inside your arms
- 2010 - Out of Sight